# 緊急配備
緊急配備（きんきゅうはいび）は、日本の警察が重要事件の発生時に広域にわたる犯人の早期検挙や迅速に捜査資料を得るために発令される警戒員の配置体制の事。
重要事件が発生した場合には、非番の警察官や、ヘリコプターや警備艇も動員されるなど陸・海・空が一体となった迅速な緊急配備が敷かれる。略称「キンパイ」。

## 緊急配備の種類
緊急配備には種類があり、大きく分けて3つ存在する。
- 特別緊急配備
事件が発生した場合、犯人の早期検挙ならびに、事後の捜査資料を得るため、最大の警戒要員を配置して、行う配備。
- 広域緊急配備
他の都道府県警察に依頼、または他の都道府県警察の依頼で行う配備。
- 広域協定配備
隣接都道府県との広域協定に基づいて行う配備。

## 緊急配備の種別
- 全体配備
全警察署の管轄区域において行う配備。
- キロ圏配備
事件の発生点を中心とする指定区域において行う配備。これは、単なる円を地図に書いたような形の単純な配備ではなく、事件の内容ならびに現地の地理的特性に応じてアメーバ状の形での配備をする（たとえば「10キロ圏配備」が発令された場合でも、事件現場から10キロ以上離れた地域に厳重な配備をすることもあれば、10キロに満たない近距離でも配備が手薄となる場合もあるということ）。
- 発生署配備
事件発生地を管轄する警察署の管轄区域において行う配備。
- 指定署配備
指定する署の管轄区域において行う配備。
- 高速道路配備
高速道で行われる配備で、主に、高速道路交通警察隊において行われる配備。
- 鉄道配備
鉄道敷地内で行われる配備で、主に鉄道警察隊において行われる配備。
- 広域要点配備
幹線道路において行われる配備。